# Lerbo landskommun
Lerbo landskommun var en tidigare kommun i Södermanlands län.

## Administrativ historik
Den 1 januari 1863, när kommunalförordningarna började tillämpas, skapades över hela riket cirka 2 500 kommuner, varav 89 städer, 8 köpingar och resten landskommuner. Då inrättades i Lerbo socken i Oppunda härad i Södermanland denna kommun.
1952 genomfördes den första av 1900-talets två genomgripande kommunreformer i Sverige. Lerbo blev då en del av den nya  "storkommunen"  Sköldinge landskommun.
Denna i sin tur upplöstes år 1971 varvid detta område fördes till Katrineholms kommun.